# Bentley S3
La S3 è un modello di autovettura di lusso costruita dalla Bentley dal 1962 al 1965.

## Descrizione

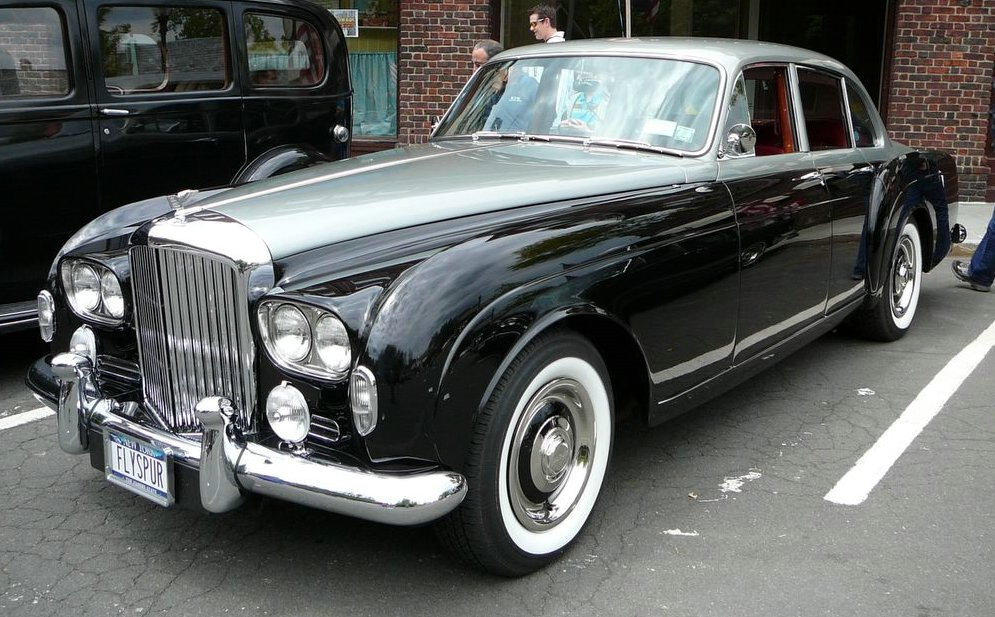
Una Bentley S3 Continental Mulliner

Molto simile alla S2, la differenza più visibile era nella nuova collocazione degli indicatori di direzione sul frontale anziché lateralmente, insieme ai gruppi ottici sdoppiati, il cofano più basso e una griglia del radiatore modificata. Di fatto, anche questo modello era un clone del modello superiore della casa madre Rolls-Royce. 
Il modello montava un motore basato su quello installato sulla S2. I carburatori vennero ingranditi. Il sistema di aspirazione, il rapporto di compressione ed il servosterzo furono modificati. Era un V8 da 6230 cm³ di cilindrata.
Anche gli interni furono aggiornati: i sedili anteriori vennero sdoppiati e per quelli posteriori fu incrementato lo spazio per le gambe.
Fu anche realizzata una versione sportiveggiante chiamata Continental. Molti degli esemplari prodotti furono carrozzati da carrozzieri di fiducia del cliente, e più precisamente da Mulliner. Come i modelli Continental che la precedettero, il corpo della vettura fu fabbricato in alluminio al posto del più pesante acciaio, utilizzato per la serie Standard berlina. Questo e rapporti marcia più lunghi, con un più alto rapporto di compressione fecero della modello un'auto con importanti performance. Conosciuta come Flying Spur, fu prodotta in pochi esemplari e la S3 berlina di serie, considerevolmente meno costosa, fu di gran lunga la più venduta, se non addirittura la più ambita.

## Produzione
- Bentley S3: 1286 (1 cabriolet carrozzata Mulliner)
- Bentley S3 versione allungata: 32 (con 7 carrozzata da James Young)
- Bentley S3 Continental: 311 (con 291 carrozzate da Mulliner e 20 da James Young)